# 춘원 이광수 (1967년 영화)
춘원 이광수는 1967년 7월에 개봉한 대한민국의 영화로, 이광수의 작품 "무정" 발표 50주년을 기념하여 일제 강점기와 대한민국의 작가 이광수의 일대기를 영화화한 것이다.

## 스텝
- 원작 : 곽학송
- 감독 : 이수희

## 등장 인물
- 김진규 : 춘원 이광수 역
- 김지미 : 허영숙 역(이광수의 부인)
- 문희 : 여제자 역
- 김석훈 : 육당 최남선 역
- 박암 : 도산 안창호 역
- 전창근 : 백범 김  구 역
- 조항 : 해공 신익희 역
- 이수련 : 근촌 백관수 역
- 이낙훈 : 상산 김도연 역
- 최남현 : 총독 미나미 지로 역

## 같이 보기
- 이광수
- 무정
- 나혜석
- 김일엽
- 유정 (1966년 영화)
- 재생 (1960년 영화)
- 춘원 이광수 (1969년 영화)